# Sven Thorell
Sven Gustaf Thorell (Stockholm, 18 februari 1888 - Bromma, 29 april 1974) was een Zweeds zeiler.
Thorell won tijdens de Olympische Zomerspelen 1928 in Amsterdam de gouden medaille in de 12 voets jol. Vier jaar later tijdens de Olympische Zomerspelen 1932 was de 12 voets jol vervangen door de snowbird, in de snowbird eindigde Thorell als negende.

## Olympische Zomerspelen
| Jaar | Plaats      | Resultaten   |
| ---- | ----------- | ------------ |
| 1928 | Amsterdam   | 12 voets jol |
| 1932 | Los Angeles | 9e snowbird  |